# Fried Péter
Fried Péter (Ózd, 1960. május 3. –) Kossuth- és Liszt Ferenc-díjas magyar operaénekes (basszus).

## Életpályája
A Toldy Ferenc Gimnáziumba járt.
Operaénekesi diplomáját a Liszt Ferenc Zeneművészeti Egyetemen 1987-ben kapta. 1989 óta a Magyar Állami Operaház társulatának egyik vezető magánénekese. Nemzetközileg elismert opera, oratórium és hangversenyénekes. Repertoárja igen széles, a barokk zenétől a kortársig, szinte minden zenei korszakot felölel.
Fried Péter neve számos 20. századi és  kortárs  magyar zenemű ősbemutatójához is füződik.
Jelentős sikerrel szerepelt a Lyoni Operában Eötvös Péter Három nővér című operájának bemutatóján Szoljonij szerepében.
A magyar zeneszerzők közül  Balassa Sándor, Decsényi János, Durkó Zsolt, Fekete Gyula, Jeney Zoltán, Ligeti György és Madarász Iván,Szokolay Sándor műveinek ősbemutatóit tévés-, valamint rádió- és lemezfelvételeken szólaltatta meg.
Szerte a világon, több országban, köztük Angliában, Franciaországban, Hollandiában, Belgiumban, Spanyolországban, Olaszországban, Ausztriában, Szlovéniában, Horvátországban, Németországban, Svájcban, Svédországban, Norvégiában, Finnországban, az Amerikai Egyesült Államokban, Kanadában és Japánban is vendégszerepelt.
Torontóban és Montréalban a világhírű Robert  Lepage rendezésében énekelte Bartók A kékszakállú herceg vára című opera címszerepét.
A Lyoni Operában a világhírű francia rendező, Laurent Pelly rendezésében interpretálta ezt a főszerepét, majd 2008-ban az új oslói operaház nyitóelőadásán Jukka-Pekka Saraste vezényletével énekelte nemzetközi élő közvetítésben.
Fried Péter a világjáró sztárok közül 2001 óta egyike azoknak a basszusoknak, akik A kékszakállú herceg vára címszereplőjeként a legtöbb felkérést kapták szerte a világon. Az operának a Radio France által, a Theatre du Chatelet-ban 2006-ban rögzített felvételén Jessye Normann partnereként énekelte a „Kékszakállút” Pierre Boulez dirigálásával. A műnek Eötvös Péter irányításával készült lemezfelvételét 2004-ben Grammy-díjra jelölték. (Fried Péter a  GRAMMY-Recording-Academy tagja.)
Fried Péter  koncertjei közel félszáz alkalommal élő rádió- és tv-közvetítések révén milliókhoz jutottak el. Így például: a Deutsche Gramaphonhoz fűződő exkluzív szerződéssel megvalósult turnéi keretében Bartók Béla „Kékszakállúja” mellett, Schönberg Die glückliche Hand c. zenedrámájának  főszerepét  a BBC nemzetközi élő tv-rádió közvetítésében  énekelte  a Barbican Hallban, a Royal Albert Hallban, Brüsszelben a  „BOZAR”-Fesztiválon – Pierre Boulez dirigálásával; a Radio France nemzetközi adásában Párizs legjelentősebb koncertterméből, a Salle Pleyelből pedig Philippe Jordan vezényletével, míg  Eötvös Péter vezényletével a Cite de la Music-ból, majd a RAI közvetítésében Rómából az Accademia di Santa Cecilia Auditoriumából, valamint Helsinki, Stockholm legnagyobb koncerttermeiből a Skandináv Rádió nemzetközi adásaiban, továbbá Washingtonban, Torontóban  (Richard Bradshow dirigálásával), ahová az NBC, CBS élő közvetítéseire is a nemzetközileg elismert világjáró basszust Fried Pétert hívták.
Rendszeres vendége a nagy nemzetközi fesztiváloknak is. Többek között: BBC-PROMS (London), Ravenna-Festival, Festival de Saint-Denis (Párizs), Festival San Sebastian, 'BOZAR' Musik Festival (Brüsszel), Festival di Santa Cecilia (Roma), International Festival of Opera Bangkok, Wiener Festwochen stb.

## Lemezei
- Bartók: A Kékszakállú Herceg Vára (Peter Fried, Cornelia Kallisch, vez: Peter Eötvös (Hänssler-Live rec./Stuttgart/ GRAMMY Nomination
- Alessandro Scarlatti: Basszus Áriák (Világpremier-Hungaroton)
- Decsényi János: Régi Magyar Szövegek (Világpremier-Hungaroton)
- Durkó Zsolt: Széchenyi – oratórium (Világpremier-Hungaroton)
- Madarász Iván: Az Utolsó Keringő (Világpremier-Hungaroton)
- Discover Opera (NAXOS)
- Bartók: A Kékszakállú Herceg Vára (Peter Fried, Jessye Normann, vez: Pierre Boulez) (House of Opera–Live Rec)
- Claudio Monteverdi: L’incoronazione di Poppea (Seneca) (DVD)
- Johann Sebastian Bach: St.Matthäus Passion, BWV244 (Airen Basso, Life Rec. Extraits Dir: G. Vashegyi, OMF – CD)
- Music Colours–Hungarian Contemporary Music (BMC)

## Főbb opera szerepei
- Seneca (C. Monteverdi: Poppea megkoronázása
- Plutone (C.Monteverdi: A könyörtelen lelkek bálja/  IL ballo dell'Ingrate)
- Pluto (J.Peri: Euridice)
- The Poet - A költő (H.Purcell: Tündérkirálynő)
- Somnus (G.F.Händel: Semele)
- Ariodates (G.F.Händel: Xerxes)
- Nanni (J.Haydn: Aki hűtlen pórul jár)
- Ménész király (W.A.Mozart: Thamos)
- Publius (W.A.Mozart: Titus)
- Bartolo (W.A.Mozart: Figaro Házassága)
- Don Alfonso (W.A.Mozart: Cosi fan tutte)
- Osmin (W.A.Mozart: Szöktetés a szerájból)
- Sarastro (W.A.Mozart: A varázsfuvola)
- Commendatore (W.A.Mozart: Don Giovanni)
- Rocco (L.:v.Beethoven: Fidelio)
- Don Basilio (G.Rossini: A sevillai borbély
- Alidoro (G.Rossini: La Cenerentola (Hamupipőke)
- Raimondo (G.Donizetti: Lammermoori Lucia)
- Sir Walter (G.Donizetti: Roberto Devereux)
- Hermann őrgróf (R.Wagner: Tannhäuser)
- I. Henrik király (R.Wagner: Lohengrin)
- Marke király (R.Wagner: Trisztán és Izolda)
- Titurel (R.Wagner: Parsifal)
- II. Fülöp (G. Verdi: Don Carlo)
- Il Grand Inquisitor (G.Verdi: Don Carlo)
- Banquo    (G.Verdi: Macbeth)
- Ramphis  (G.Verdi: Aida)
- Guardian (G.Verdi: La forza del destino - A végzet hatalma)
- Samuel (G.Verdi: Álarcosbál)
- Sparafucile (G.Verdi: Rigoletto)
- Basso solo (G.Verdi: Requiem)
- Colline (G.Puccini: Bohémélet)
- Timur (G.Puccini: Turandot)
- Brogni bíboros (J.Halévy: La Juive)
- Gremin (P.Csajkovszkij: Anyegin)
- Koncsak kán (A.Borogyin: Igor herceg)
- Kutuzov marsall (Sz.Prokofjev: Háború és béke)
- Főpap (Goldmark Károly: Sába királynője) Die Königin von Saba
- Kékszakállú (Bartók Béla: A kékszakállú herceg vára)
- Ein Mann (A.Schönberg: Die glückliche Hand op.18.)
- Oberon: (B.Britten: Szentivánéji álom)
- IV. Pius pápa (H.Pfitzner: Palestrina)
- Polonius (Szokolay Sándor: Hamlet)
- Szoljonij (Eötvös Péter: Három nővér)- Magyarországi ősbemutató
- Police de la Chef (Rendőrfőnök)(Eötvös Péter: Le Balcon) - Magyarországi ősbemutató
- Felügyelő (Balassa Sándor: Karl és Anna)
- Inkvizítor (Fekete Gyula: A megmentett város) -Magyarországi ősbemutató
- Pap (Einojuhani Rautavaara:The Mine, A bánya)-Magyarországi ősbemutató az 1956-os forradalom  60.évfordulóján(MÁO)
- Arkel király (C.Debussy: Pelléas et Mélisande)

## Kitüntetései
- Kossuth-díj (2025)
- Bartók Béla–Pásztory Ditta-díj (1992, 2022)
- Artisjus-díj (1996, 1998, 2002)
- Bencze Miklós-emlékdíj (2004)
- Liszt Ferenc-díj (2004)